# Falsificação de arte

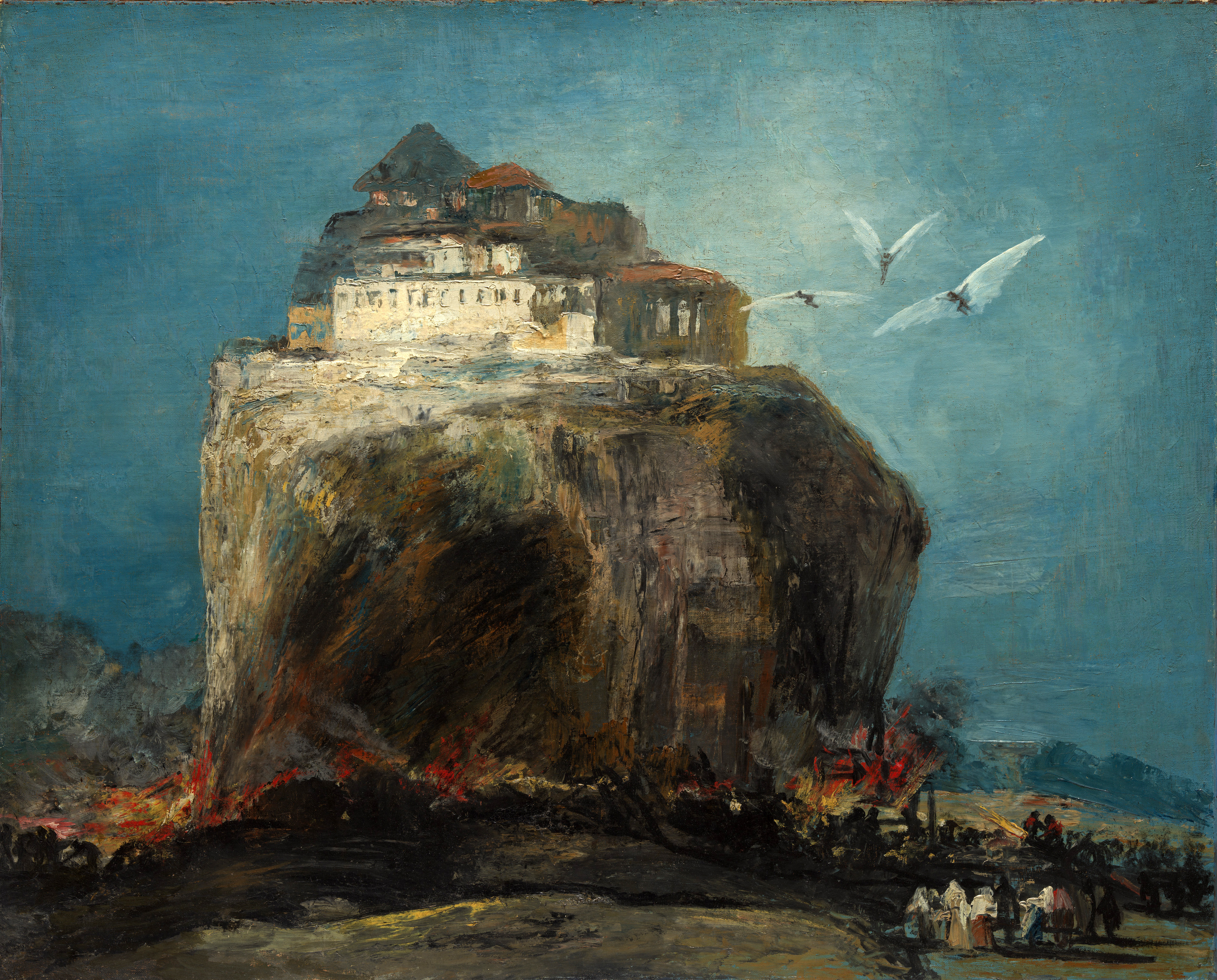
Acredita-se que "A Cidade sobre a Rocha", por muito tempo atribuída a Francisco Goya, tenha sido pintada pelo artista do século XIX Eugenio Lucas Velázquez. Elementos da pintura parecem ter sido copiados de obras autografadas por Goya e, portanto, a pintura é classificada como um pastiche. Compare com de Goya.

Falsificação de arte é a criação e venda de obras de arte que são intencionalmente creditadas falsamente a outros artistas, geralmente mais famosos. A falsificação de arte pode ser extremamente lucrativa, mas técnicas modernas de datação e análise tornaram a identificação de obras de arte falsificadas muito mais simples.
Esse tipo de fraude tem como objetivo enganar, criando uma falsa procedência ou origem do objeto, a fim de aumentar seu valor ou prestígio às custas do comprador. Como infração legal, não é apenas o ato de imitar as características principais de um artista famoso em uma obra de arte, mas a intenção financeira deliberada do falsificador. Quando são apanhados, alguns destes falsificadores tentam fazer passar as falsificações como piadas ou embustes aos especialistas e negociantes de arte a quem vendiam, ou ao mundo da arte em geral.

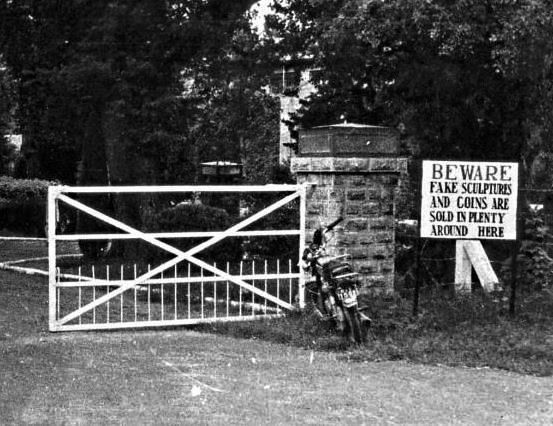
Placa no Museu Taxila, Paquistão, 1981

Para se destacar nesse tipo de falsificação, o falsificador deve se passar por alguém extremamente confiável e carismático para recrutar os intermediários necessários, como negociantes de arte, vendedores, especialistas, etc., já que raramente negociará pessoalmente. Os falsificadores são frequentemente proficientes nos métodos atuais de autenticação de falsificação de arte, a fim de fazer engenharia reversa em seu trabalho para encobrir quaisquer erros potenciais que possam levá-los a serem pegos.
Desde as décadas de 1950 e 1960, tem havido uma demanda crescente por arte indígena. Muitas pessoas começaram a criar e vender bustos falsos, máscaras cerimoniais, entalhes e esculturas para instituições de prestígio, como o Museu Britânico. Alguns artistas chegaram a criar artefatos de culturas sobre as quais se conhece muito pouca informação, como a moabita, uma cultura semítica mencionada no Antigo Testamento. No século XIX, um pintor de ícones de Jerusalém começou a criar figuras de barro com inscrições misteriosas e vendeu-as ao Museu Altes em Berlim depois de lhes dar esta origem falsa.

## Falsificadores
Existem essencialmente três variedades de falsificadores de arte. A pessoa que realmente cria a peça fraudulenta, a pessoa que descobre uma peça e tenta fazê-la passar por algo que não é, normalmente para aumentar o valor da peça, e a terceira que descobre que uma obra é falsa, mas a vende como original mesmo assim.
Cópias, réplicas, reproduções e pastiches são frequentemente obras legítimas, e a distinção entre uma reprodução legítima e uma falsificação deliberada é confusa. Por exemplo, Guy Hain usou moldes originais para reproduzir várias esculturas de Auguste Rodin . Entretanto, quando Hain assinou as reproduções com o nome da fundição original de Rodin, as obras se tornaram falsificações deliberadas.